# Group Code Recording
Group Code Recording (GCR) è un sistema di memorizzazione di dati per i dischi floppy, utilizzato dalla Apple II e dalle unità a dischi floppy della Commodore da 5¼" prodotte per propri computer a 8-bit.

## Implementazione e funzioni
I drive più conosciuti sono il Disk II per la famiglia Apple II e il Commodore 1541, utilizzato dal Commodore 64). Era utilizzato anche dall'Apple Macintosh e dall'Apple IIGS per i loro dischi 3½" da 400 KiB e 800 KiB.
Lo scopo di GCR è quello di evitare troppi zero consecutivi (assenza di trasmissione), perché le transizioni sincronizzano il tempo di lettura. GCR è più efficiente della codifica FM, ma meno della MFM.